# 弗蕾亚号护卫舰
弗蕾亚号是德意志帝国海军于19世纪70年代初建造的阿里阿德涅级护卫舰的三号舰，得名于北欧神话人物弗蕾亚，其姊妹舰还包括有阿里阿德涅号和路易丝号。作为奥普战争后大规模海军扩张计划的一部分，该舰于普法战争后的1872年才在但泽帝国船厂开建。它于1874年12月下水，至1876年10月交付使用。不同于姊妹舰的设计，弗蕾亚号更长，配备更重的十二门炮。它最初被定型为平甲板护卫舰，自1884年起又重归类为巡洋护卫舰。
弗蕾亚号在服役生涯中曾进行过两次重要的海外巡航，第一次是1877年至1879年，第二次是1879年至1881年，两次都波澜不惊。在第一次巡航中，它先是去往地中海东部，然后作为驻东亚编队的一份子抵达中国。第二次航行始于太平洋战争期间被派往智利海域保护德国利益，之后又来到中国海域。1881年返回德国后，弗蕾亚号被改装成一艘训练舰，并于1883年重新入役。它仅以此职进行过一次重要的训练巡航，从1883年年中持续到1884年底；当时该舰到访了美洲的港口，并在1883年底海地内乱期间协助保护平民。此后弗蕾亚号退役，在余下的生涯中一直处于停运状态，未再进一步使用。它于1896年从海军名录中除籍，至次年售予拆船商。

## 设计
作为1867年舰队计划的一部分，北德意志邦联议会于1867年10月24日通过了订购三艘阿里阿德涅级护卫舰的提案，这是一项旨在加强北德意志邦联海军在普奥战争后的扩张计划。该计划总共需要20艘螺旋桨护卫舰，主要用于海外部署。弗蕾亚号的设计是在1871年、即德意志帝国海军成立后制定的，设计人员在同级前两艘舰的基础上进行了修改，加长了尺寸，以便提高燃煤贮量和容纳更高功率的推进系统，从而提高巡航范围。由于变化幅度大，该舰有时也会被视为一艘独级舰。
弗蕾亚号的水线长和全长分别为83.6米和85.35米，有10.8米的舷宽以及4.6米的前吃水和5.6米的后吃水；其设计排水量为1,997吨，满载时则可达2,406吨。标准船员编制为12名军官和220名水兵。该舰由一台卧式三缸双胀蒸汽机提供动力，用以驱动一副直径为5.34米的四叶螺旋桨；蒸汽则由四台燃煤箱型火管锅炉供应，这使得它在2,801匹公制馬力（2,060千瓦特）额定功率下的最高航速可达15.2節（28.2每小時），并且能够以10節（19每小時）的速度连续航行2,500海里（4,600）。为了在煤炭可能稀缺的海外长期部署时作为蒸汽机的辅助动力，弗蕾亚号在竣工时曾配备有总帆面积为1,886平方米的全帆装索具，但后来被削减为三桅帆样式，帆面积亦相应减少。
弗蕾亚号装备有八门（其中一门后来被移除）150毫米22倍径后装式箍炮，全数布置在舷侧。该舰也可在需要时安装四门170毫米25倍径箍炮。1886年，它又补充了多六门37毫米转膛炮。

## 服役历史
弗蕾亚号的龙骨于1872年1月开始在但泽的帝国船厂架设。为了让舰体的木材有足够的时间干燥，船厂推迟了新护卫舰的下水时间。直至1874年12月29日，该舰才被推出滑道，并以北欧神话中的爱神弗蕾亚命名。1876年8月21日，基本完工的弗蕾亚号被转移到基尔接受最后的舾装，继而于同年10月1日展开海试。试验一直持续到11月15日，当时该舰在基尔退役。它自1877年1月15日被编入第一预备役支队，并在组织上隶属于北海海军基地。同年夏天，弗蕾亚号在海军少校保罗·齐尔措的指挥下从基尔转移至威廉港。由于遭遇恶劣天气，该舰在波罗的海搁浅，不得不由一艘商船拖出，因此航行严重延误。国会审计委员原会本要求齐尔措对产生的费用负责，但遭到奥托·冯·俾斯麦的拒绝。

### 第一次海外部署

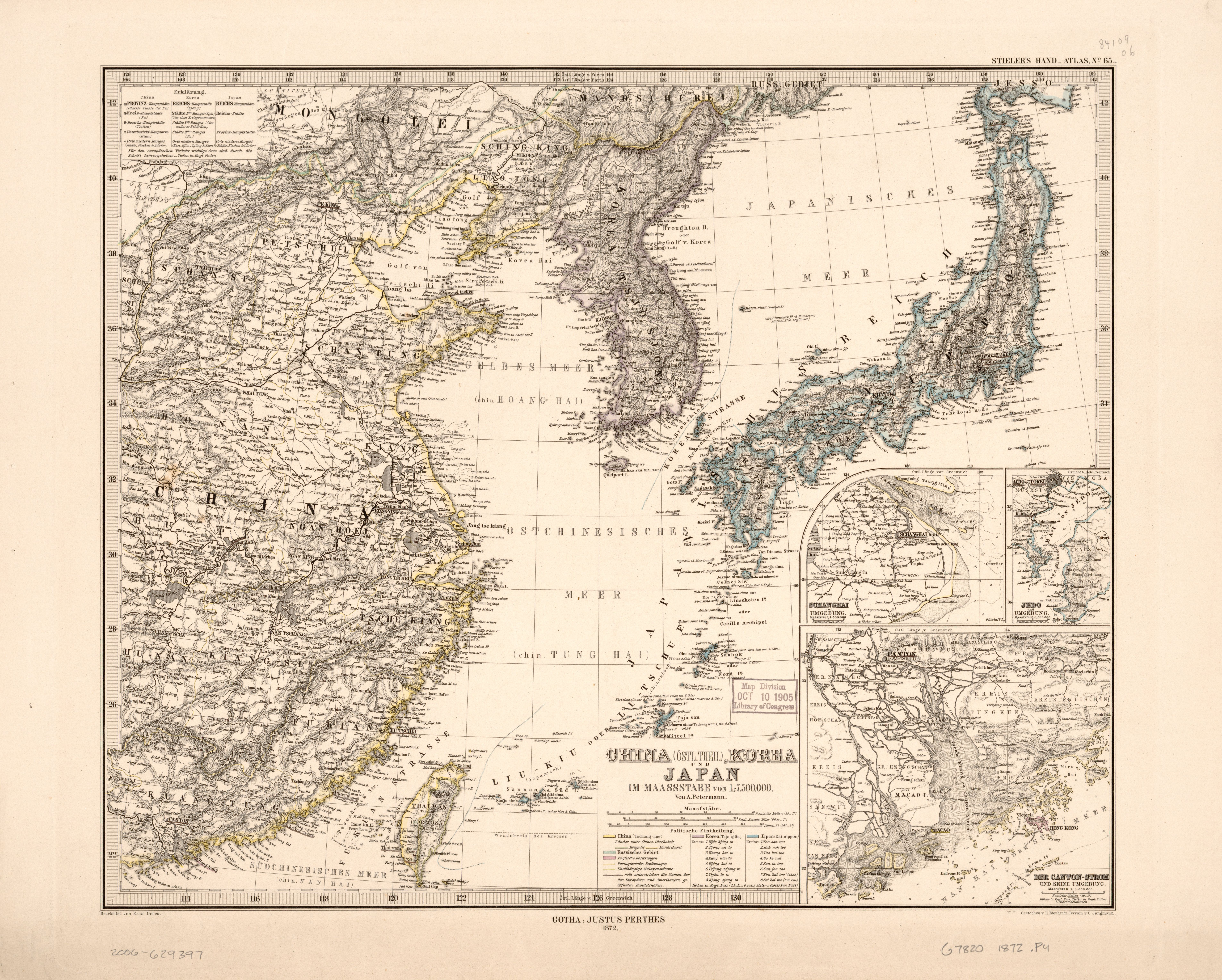
德国人于1872年绘制的东亚地图

弗蕾亚号于1877年11月1日重新入役，并于两周后，即11月15日开始了前往地中海的海外巡航。英吉利海峡的强烈风暴迫使该舰在法尔茅斯避险，使其直至12月12日才抵达奥斯曼帝国的士麦那。在那里，它加入了海军准将弗朗茨·金德林麾下的地中海分舰队，与护卫舰赫塔号、瞪羚号、炮舰信天翁号、彗星号以及通报舰波美拉尼亚号并肩作战。它们的任务是在俄土战争期间保护德国公民，并维护德国在地中海东部的利益。1878年2月7日，弗蕾亚号前往比雷埃夫斯，与赫塔号和其他国家的军舰一同驻泊在港口，以缓和希土关系中存在的分歧。直到3月19日，两艘德国护卫舰才返回士麦那。俄土战争结束后，分舰队于7月5日正式解散，弗蕾亚号则在爱琴海停留到8月，然后奉命前往东亚轮替其姊妹舰路易丝号。
1878年10月6日，弗蕾亚号抵达香港，随即进入旱坞接受维修和定期保养，至12月9日完成。两天后，该舰前往汕头，为在附近遇险的双桅横帆船佩里号（Peri）提供协助，并接载了后者的船员和货物。从12月17日到1879年1月7日，由于福建省爆发动乱，对当地的德国公民及其财产构成威胁，弗蕾亚号遂在厦门驻泊。然而随着局势缓和，无需其官兵上岸实施干预，该舰遂离开厦门，继而到访了福州和台湾岛的几座港口。它于2月4日抵达上海，并在接下来的两个月一直驻泊在当地。4月上旬，弗蕾亚号接到了返回德国的命令，于当月4日离开上海。该舰从4月9日到5月3日一直在香港等待轮替它的路易丝号，并为回国做准备。
返航途中，弗蕾亚号于1879年5月18日在安耶尔附近发生了一起严重事故。其中一台锅炉过热爆裂，致使沸水涌进统舱，严重烫伤了正在那里休息的几名水兵。其中4人因伤重不治，被送到荷属东印度的巴达维亚安葬。该舰随后继续行程，前往南非的开普敦停留。英国军队在那里发动了祖鲁战争，殖民地总督将缴获的祖鲁战利品作为礼物赠予弗蕾亚号转交德国长公主维多利亚，她是英国维多利亚女王的女儿。在大部分船员开始患上坏血病后，舰只被迫在亚速尔群岛的法亚尔岛作计划外经停，并上岸购买新鲜的食物来缓解病情。它最终于9月17日返抵威廉港，至十天后就地退役。

### 第二次海外部署
由于舰况良好，弗蕾亚号不必进行长时间的大修，可以立即开始另一次海外运用。因此，在针对东亚的条件进行重新装备后，该舰便于1879年10月3日重新入役。然而，新的航程需要取道南美，在智利、秘鲁和玻利维亚之间爆发的太平洋战争期间，它将协助铁甲舰汉萨号保护德国的利益。弗蕾亚号于10月26日起航，在前往南美的途中，它曾数次与盖甲板护卫舰菲内塔号相遇。在麦哲伦海峡，该舰又遇到了搁浅的英国轮船马兰亨斯号（SS Maranhence），并协助将后者拖到了蓬塔阿雷纳斯。1880年3月3日，弗蕾亚号抵达智利的瓦尔帕莱索，与汉萨号和同样奉命前往战区的炮舰鬣狗号会合。从3月8日到4月14日，该舰在被秘鲁封锁的智利港口阿里卡附近巡航。
中国水域对军舰的迫切需求致使汉萨号舰长、同时身兼这支德国编队司令的海军中校卡尔·爱德华·霍伊斯纳批准弗蕾亚号于4月14日结束在南美的任务，它向北前往巴拿马城，为横跨太平洋的漫长航行装载补给。弗蕾亚号于5月8日离开巴拿马，于五周后经停桑威奇群岛的檀香山，在那里受到了夏威夷国王卡拉卡瓦的登舰访问。之后，该舰前往西属关岛，于8月4日至5日期间在当地进一步装载补给。它于8月21日抵达香港，在那里加入了德国驻东亚编队，阵中成员除旗舰菲内塔号外还包括炮舰独眼巨人号和狼号，均受前弗蕾亚号舰长暨现任菲内塔号舰长、已晋升海军上校的齐尔措指挥。弗蕾亚号于9月9日前往烟台，让其船员在横渡太平洋的长途航行后充分休息。它在当地一直停留至10月28日，然后转往上海，于11月1日开始接受为期六周的保养维护。
弗蕾亚号于1880年12月返回香港，并于1881年2月15日在那里迎接新任舰长、海军上校保罗·库普夫纳（Paul Kupfer）的到来。驻留香港期间，该舰曾在大鹏湾进行射击训练，并于3月30日至4月11日期间两次经由海口前往西沙群岛执行水文测量任务。4月30日，当中国海盗袭击德国三桅帆船西洋号（Occident）之后，弗蕾亚号应德国驻华公使的要求前往果洲群岛寻找海盗，但一无所获。随着菲内塔号于5月底返德，库普夫纳上校成为东亚驻地的最高阶军官，从而全权指挥驻扎在东亚的德国军舰。然而不久之后，库普夫纳便于6月18日死于斑疹伤寒，于是由大副、海军少校恩斯特·冯·莱佩尔-格尼茨（Ernst von Lepel-Gnitz）接管了弗蕾亚号的指挥权。6月30日，该舰开始启程返德，至7月中旬在巴达维亚与其继任者、盖甲板护卫舰施托施号会合，莱佩尔-格尼茨在那里移交了东亚驻地的指挥权。随后，弗蕾亚号继续横跨印度洋，穿过苏伊士运河和地中海，于10月6日回到威廉港，并于10月21日就地退役。

### 后续运用
在使用路易丝号和阿里阿德涅号作为实习水兵的教学舰取得成功后，帝国海军部决定将弗蕾亚号也改装成一艘教学舰。这项工作从1881年末持续到1883年初，并于1883年3月3日重新入役执行教学任务。在北海完成海试后，它来到基尔接载实习水兵登舰。但直到7月12日，弗蕾亚号才展开前往但泽和卡尔斯克鲁纳的首次短途训练巡航，并最终返回基尔。7月25日，前往南美和加勒比海的长途训练巡航启动。在行程中，它于9月24日在阿根廷的布兰卡港停留。由于海地动荡，该舰奉命转往太子港，于10月29日抵达。直到11月16日，弗蕾亚号才继续前往雅克梅勒，在当地接走250名平民，并将他们带到牙买加的京斯敦。该舰于12月16日返回太子港，随着政府已经镇压了叛军，使其得以于1884年1月继续开展训练巡航。之后，它相继到访了委内瑞拉的卡贝略港、百慕大群岛和美国的汉普顿锚地。
返回德国水域后，弗蕾亚号自1884年9月1日起又立即参加了训练分舰队（Übungsgeschwader，即公海舰队前身）在北海和波罗的海举行的年度秋季演习。演习结束后，该舰于9月21日返回基尔，六天后继续前往但泽，在那里让学员们下船。它于10月11日在但泽退役，并被送完船厂接受大修。在此过程中，其索具被削减为三桅帆样式，并移除了其中一门150毫米炮。这些措施于1887年秋季完成。弗蕾亚号于同年10月23日重新入役，首先进行了海试。之后它驶向基尔，继而前往威廉港，于12月22日抵达。1888年1月17日，该舰在威廉退役；从此未见进一步的运用，这是不寻常的，因为它刚刚大修过。据海军历史学家汉斯·希尔德布兰德、阿尔贝特·勒尔和汉斯-奥托·施泰因梅茨推测，可能由于当时专门作为训练舰建造的巡洋护卫舰水妖号已经开始服役，海军部便认为弗蕾亚号成为多余。1893年底，该舰被列为“港埠用船”（Hafenschiffe），并于1896年12月14日正式从海军名录中除籍。次年，帝国海军作价65,160金马克将其售予拆船商，并在基尔拆解报废。作为替代，一艘于1895年至1898年间建造的维多利亚·路易丝级巡洋舰也被命名为弗蕾亚号。